# Naples (hrabstwo Cumberland)
Naples – jednostka osadnicza w Stanach Zjednoczonych, w stanie Maine, w hrabstwie Cumberland.